# Triclistus pyrellae
Triclistus pyrellae är en stekelart som beskrevs av Valentina I. Tolkanitz 1983. Triclistus pyrellae ingår i släktet Triclistus och familjen brokparasitsteklar. Inga underarter finns listade i Catalogue of Life.